# Nahitan Nández
Nahitan Michel Nández Acosta (Punta del Este, 28 de dezembro de 1995) é um futebolista uruguaio que atua como meio-campista. Atualmente joga no Al-Qadsiah, da Arábia Saudita.

## Carreira

### Peñarol
Fez sua estreia pela equipe principal do Peñarol no dia 2 de março de 2014, entrando aos 55 minutos de jogo, no lugar de Antonio Pacheco, na vitória sobre o Danubio por 2 a 0, no Jardines del Hipódromo.
Em pouco tempo se tornou titular absoluto da equipe carbonera, além ter recebido a faixa de capitão do time quando Leonardo Ramos assumiu o cargo de treinador. Ele foi o jogador mais jovem a assumir a braçadeira de capitão na equipe.
Em sua passagem pela equipe uruguaia, o jogador venceu duas vezes o Campeonato Uruguaio.
O jogador também ficou marcado por uma briga ocorrida durante a Libertadores de 2017, quando a sua equipe enfrentou o Palmeiras. Nahitan foi suspenso juntamente com Felipe Melo e Matías Mier pela CONMEBOL.

### Boca Juniors
No dia 24 de agosto de 2017 foi vendido ao Boca Juniors, onde assinou contrato por três temporadas. No total, o Boca pagou 4 milhões de dólares por 70% do seu passe. Já no dia 5 de novembro, marcou o gol da vitória do Boca no Superclássico Argentino contra o River Plate por 2 a 1.
Pelo Boca, o jogador conseguiu conquistar mais dois títulos: o Campeonato Argentino de 2017-18 e a Supercopa da Argentina de 2018.
O jogador também esteve na campanha finalista do Boca Juniors na Libertadores de 2018, mas sua equipe foi derrotada pelo rival River Plate e amargou o vice-campeonato.

### Cagliari
No dia 25 de julho de 2019, foi confirmada a sua transferência para o Cagliari. O time pagou 18 milhões de euros pelo jogador.

Pela equipe italiana, o jogador jogou de forma frequente suas duas primeiras temporada de Serie A. No entanto, enquanto disputava sua terceira época pela equipe europeia, o jogador sofreu com várias lesões, além do Coronavírus. Somado isso ao desempenho irregular da equipe, o time foi rebaixado no final daquele campeonato. Nahitan permaneceu no elenco para disputa da segunda divisão.

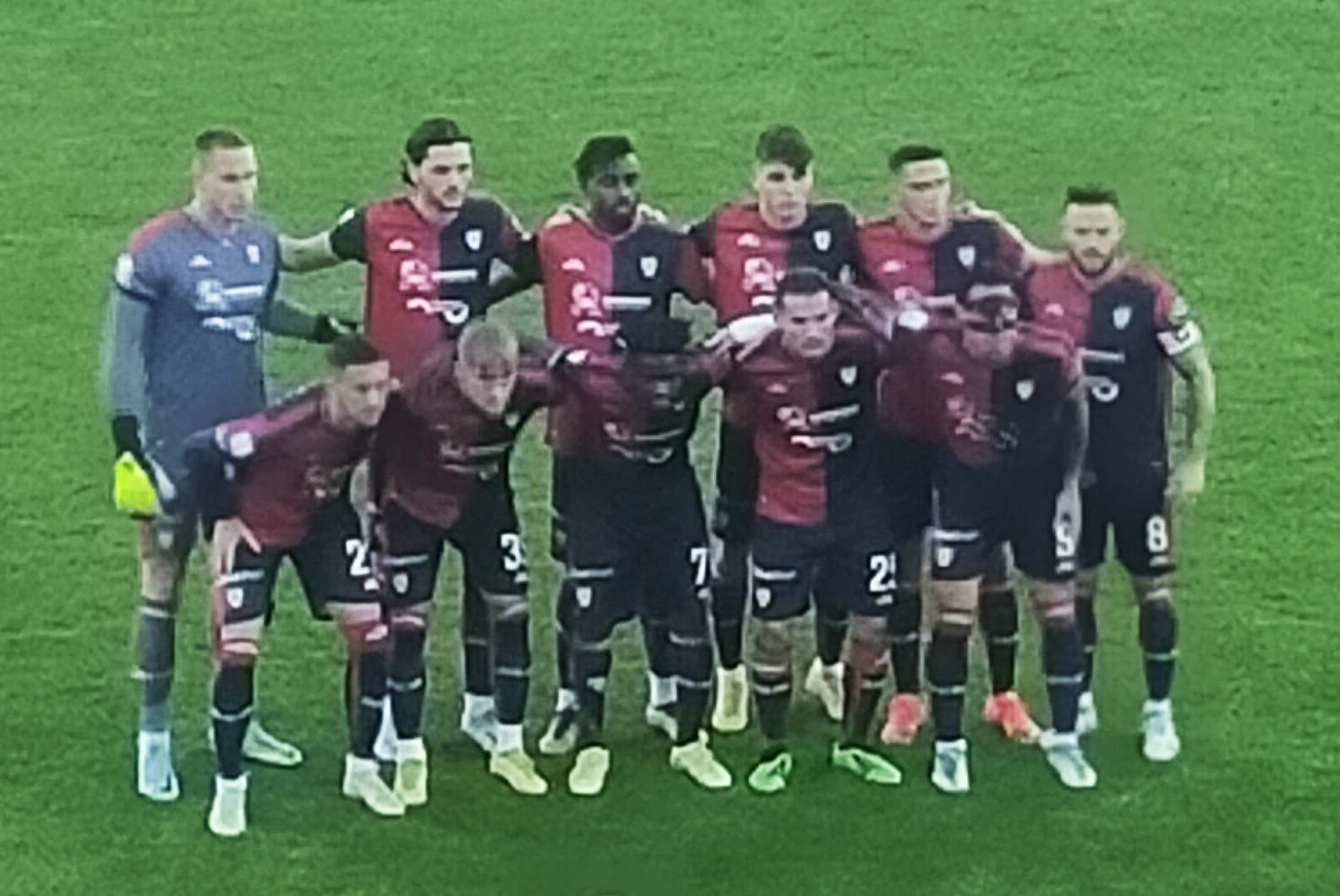
Nahitan, com a braçadeira de capitão, com o Cagliari pela Serie B.

Ao disputar a Serie B da Itália, Nahitan ajudou sua equipe a conquistar a 5ª colocação e tiveram de se direcionar aos play-offs para, então, alcançarem o acesso à primeira divisão novamente.
Após derrotarem o Bari na final, o meio-campista e sua equipe retornaram à Serie A. Nández não jogou o jogo decisivo da final por decisão do treinador, mas participou de toda campanha dos play-offs.
Retornando à elite, Nández atuou em algumas oportunidades como capitão da equipe, algo que já vinha acontecendo desde a Serie B. Contudo, o time novamente começou o Campeonato Italiano de maneira irregular, e tão logo retornou a habitar a zona de descenso. O uruguaio novamente voltou a sofrer uma lesão na coxa em novembro de 2023.
Nahitan Nández encerrou sua caminhada no futebol italiano ao fim da temporada 2023/24, onde só atuou pelo Cagliari. Ao todo, foram 165 jogos no clube da Sardenha onde fez seis gols e deu 18 assistências.

### Al-Qadisiyah
Após o encerramento de seu vínculo junto ao Cagliari, Nández ficou livre no mercado e aceitou a proposta para defender o Al-Qadisiyah. O acordo entre as partes tem duração fixada até junho de 2027.

## Títulos
Peñarol
- Campeonato Uruguaio: 2015–16, 2017
- Torneio Apertura: 2015

Boca Juniors
- Campeonato Argentino: 2017–18
- Supercopa Argentina: 2018

## Vida Pessoal

#### Acusação da ex-companheira
O jogador foi acusado por sua ex-companheira de "violência doméstica, psicológica e patrimonial". Durante a festa de Ano Novo de 2022, os policiais de Maldonado se direcionaram até a residência do atleta para apreendê-lo. Contudo, ao chegarem no local, o jogador já havia retornado à Itália.
O jogador rebateu as acusações dizendo:
| “ | Os fatos denunciados são falsos e foram difundidos nas redes sociais. Por isso, foi apresentada uma denúncia penal com provas que demonstram a falsidade dos fatos denunciados. Como pai, assumi e continuarei assumindo todas as obrigações que me correspondem. Com a tranquilidade de ter agido com responsabilidade e respeito, aguardarei que a justiça investigue a veracidade dos fatos e me dê a razão. | ” |

Após essa acusação, o jogador não foi mais convocado para continuar no elenco uruguaio, pois, assim que desembarcasse no país sul-americano novamente, poderia ser chamado para depor no processo que foi aberto contra ele, ou preso, se mais provas surgissem contra o atleta.
Em agosto de 2023, para resolver o caso com sua ex-companheira, Nández e ela chegaram a um acordo financeiro. Após isso, a defesa dela pediu para que o Ministério Público arquivasse o caso e assim foi feito. Nahitan comentou sobre a resolução do caso assim que foi novamente chamado para defender as cores de sua seleção:
| “                                     | Foi um momento difícil, mas o importante é que soube seguir em frente. Não desisti, mas hoje estou aqui e estou feliz por estar começando de novo. | ” |
| — Nández, sobre ter resolvido o caso. | |   |

## Seleção Nacional

### Uruguai Sub-20

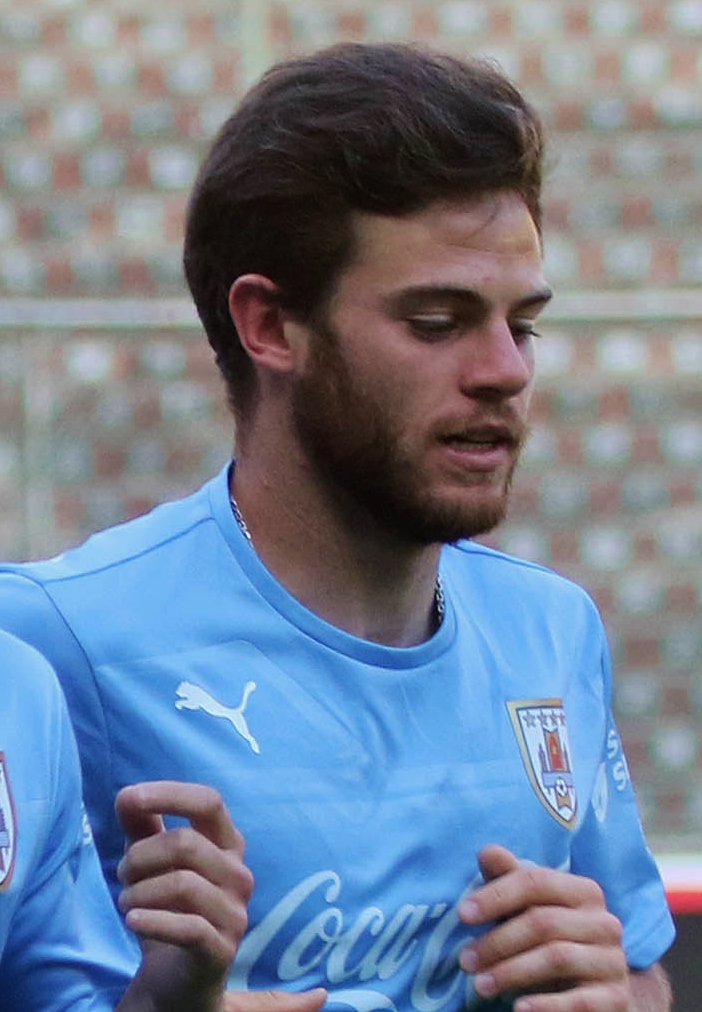
Nández treinando pelo Uruguai em 2015.

Nahitan fez parte do elenco da Seleção Uruguaia de Futebol Sub-20 na Copa do Mundo de 2015. Sua equipe, liderada por ele, foi eliminada pelo Brasil nas quartas de final.

### Uruguai
Nahitan fez parte do elenco do Uruguai na Copa do Mundo de 2018, que foi eliminado nas quartas de final.
O jogador, após as acusações de sua ex-companheira, deixou de atuar pelo elenco e ficou de fora da lista de convocados pelo técnico para disputa da Copa do Mundo de 2022.

Após o caso ter sido arquivado, Nández retornou à seleção em 2023 para disputar as Eliminatórias da Copa do Mundo FIFA de 2026.